# Década de 1280
Década de 1280 é a década que começa em 1 de janeiro de 1280 e termina em 31 de dezembro de 1289.
Séculos: Século XII - Século XIII - Século XIV
Décadas: 1250 1260 1270 - 1280 - 1290 1300 1310
Anos: 1280 - 1281 - 1282 - 1283 - 1284 - 1285 - 1286 - 1287 - 1288 - 1289